# Mogneneins
Mogneneins és un municipi francès situat al departament de l'Ain i a la regió d'Alvèrnia-Roine-Alps. L'any 2007 tenia 671 habitants.

## Demografia

### Població
El 2007 la població de fet de Mogneneins era de 671 persones. Hi havia 257 famílies de les quals 60 eren unipersonals (41 homes vivint sols i 19 dones vivint soles), 93 parelles sense fills, 93 parelles amb fills i 11 famílies monoparentals amb fills.
La població ha evolucionat segons el següent gràfic:
Habitants censats

### Habitatges
El 2007 hi havia 321 habitatges, 264 eren l'habitatge principal de la família, 40 eren segones residències i 18 estaven desocupats. 306 eren cases i 14 eren apartaments. Dels 264 habitatges principals, 228 estaven ocupats pels seus propietaris, 29 estaven llogats i ocupats pels llogaters i 7 estaven cedits a títol gratuït; 1 tenia una cambra, 15 en tenien dues, 36 en tenien tres, 60 en tenien quatre i 152 en tenien cinc o més. 222 habitatges disposaven pel capbaix d'una plaça de pàrquing. A 98 habitatges hi havia un automòbil i a 150 n'hi havia dos o més.

### Piràmide de població
La piràmide de població per edats i sexe el 2009 era:
| Homes | Edats   | Dones |
| ----- | ------- | ----- |
| 4     | 95 o +  | 0     |
| 0     | 90 a 94 | 4     |
| 4     | 85 a 89 | 8     |
| 4     | 80 a 84 | 0     |
| 8     | 75 a 79 | 8     |
| 12    | 70 a 74 | 16    |
| 12    | 65 a 69 | 20    |
| 0     | 60 a 64 | 16    |
| 12    | 55 a 59 | 12    |
| 24    | 50 a 54 | 24    |
| 24    | 45 a 49 | 12    |
| 12    | 40 a 44 | 28    |
| 20    | 35 a 39 | 12    |
| 28    | 30 a 34 | 32    |
| 8     | 25 a 29 | 24    |
| 4     | 20 a 24 | 4     |
| 24    | 15 a 19 | 12    |
| 28    | 10 a 14 | 24    |
| 40    | 5 a 9   | 36    |
| 24    | 0 a 4   | 28    |

## Economia
El 2007 la població en edat de treballar era de 443 persones, 341 eren actives i 102 eren inactives. De les 341 persones actives 306 estaven ocupades (174 homes i 132 dones) i 35 estaven aturades (19 homes i 16 dones). De les 102 persones inactives 36 estaven jubilades, 33 estaven estudiant i 33 estaven classificades com a «altres inactius».

### Ingressos
El 2009 a Mogneneins hi havia 289 unitats fiscals que integraven 763 persones, la mediana anual d'ingressos fiscals per persona era de 19.822 €.

### Activitats econòmiques
Dels 24 establiments que hi havia el 2007, 2 eren d'empreses de fabricació d'altres productes industrials, 9 d'empreses de construcció, 4 d'empreses de comerç i reparació d'automòbils, 2 d'empreses de transport, 1 d'una empresa d'hostatgeria i restauració, 1 d'una empresa financera, 2 d'empreses immobiliàries, 2 d'empreses de serveis i 1 d'una entitat de l'administració pública.
Dels 8 establiments de servei als particulars que hi havia el 2009, 1 era un paleta, 3 guixaires pintors, 2 fusteries, 1 lampisteria i 1 restaurant.
L'any 2000 a Mogneneins hi havia 20 explotacions agrícoles que ocupaven un total de 372 hectàrees.

## Equipaments sanitaris i escolars
El 2009 hi havia una escola elemental integrada dins d'un grup escolar amb les comunes properes formant una escola dispersa.

## Poblacions properes
El següent diagrama mostra les poblacions més properes.